# Ономасиология
Ономасиология (от др.-греч. ὀνομᾰσία — именование, обозначение, перечисление + др.-греч. λογος — слово, речь), наука об именах — теория номинации; один из двух разделов семантики, противопоставленный семасиологии по направлению исследования. Если семасиология идёт от обозначения к значению, то ономасиология ведёт исследования от вещи или явления к мысли об этой вещи, явлении и к их обозначению языковыми средствами.
Ономатоло́гия — то же что ономасиоло́гия: 
1. Наука об обозначении, назывании, апеллятивной и ономастической номинации (в отличие от семасиологии как науки о значении, сигнифинации);
2. Раздел семасиологии, изучающий принципы и закономерности обозначения предметов и выражения понятий лексическими и лексико-фразеологическими средствами языка[2].

## История
Истоки теоретической ономасиологии относятся ко времени античности; теория именования составляла важную часть античной философии и обусловливалась интересом последней к вопросу о природе языка. Этот вопрос решался в значительной степени на материале анализа возникновения имён и их истинности или ложности; подчеркивалось, что акт наименования отражает характерные черты структуры языковой деятельности и её зависимости от говорящего и слушающего. В следующие века центром логико-философских дискуссий долгое время оставалась полемика между номиналистами и реалистами о том, как происходит именование вещей — «по природе» или «по установлению», в силу определённого соглашения; их особенно интересовала природа общих понятий («универсалий») и их отношение к конкретным вещам и к языку.